# El Haouch
El Haouch là một đô thị thuộc tỉnh Biskra, Algérie. Dân số thời điểm năm 2002 là 4.328 người.